# Self Reliance
Self Reliance, voluit NV Surinaamse Assurantie Maatschappij Self Reliance, is een Surinaamse verzekeringsmaatschappij. Het bedrijf staat genoteerd aan de Suriname Stock Exchange.

## Selfreliance
Selfreliance is Engels voor  zelfredzaamheid en eigen kracht. Deze aanduiding had sinds de verklaring van Arusha in Tanzania in 1967 invloed in Suriname, onder meer in de jaren 1970 onder economen die het een vereiste noemden voor de toekomst van het land. De ideologie was in juni 1974 ook bekend bij de Nederlandse minister voor Ontwikkelingssamenwerking, Jan Pronk, die deze tijdens een lezing in Ons Erf gebruikte in een pleidooi voor Surinaamse onafhankelijkheid. Hier zei hij "Politieke autonomie zonder een redelijke mate van selfreliance is een wassen neus."

## Geschiedenis
Het verzekeringsbedrijf werd op 1 november 1980 opgericht. Het is gevestigd in het voormalige gebouw van bioscoop Tower aan de Heerenstraat. In het pand bevindt zich een auditorium waar derden geregeld lezingen houden.
De Surinaamse overheid heeft een meerderheidsaandeel in Self Reliance. De verzekeraar heeft een deel van haar gelden belegd in andere bedrijven, waaronder Hakrinbank, Finabank en De Surinaamsche Bank. Maurice Roemer was jarenlang directeur van Self Reliance en tevens president-commissaris van Hakrinbank. Hij werd in februari 2020 benoemd tot governor van de Centrale Bank van Suriname. Tijdens een aandelenemissie in 2018 tekenden Hakrinbank, Self Reliance en Fatum groot in op een nieuwe aandelenemissie van De Surinaamsche Bank, waarna het belang van Assuria terugzakte van circa 44 procent naar 17,5 procent.
In 2013 tekende de regering een akkoord met Self Reliance voor een gratis ziektekostenverzekering voor 130.000 burgers. Voor de staatskas betekende dit een kostenpost van 11 miljoen SRD per maand (naar de koers van toen circa 2,5 miljoen euro). Hiermee koos vicepresident Robert Ameerali voor een openbare aanbesteding en niet voor het Staatsziekenfonds (SZF). In 2016 werd de zorgverzekering alsnog overgeheveld naar SZF.
Self Reliance is ook actief in de branches pensioenen, leven, ongevallen en schade. De schadetak ging in 2014 de samenwerking aan met het Surinaamse Global Cars.
De verzekeraar sponsort sport en sportwedstrijden, zoals in het tennis, basketbal en voetbal in Suriname, culturele evenementen zoals de Donner Schrijfwedstrijd en de Trefossa Cultuurprijs, en andere initiatieven, zoals in 2013 de fundraising voor Paramaribo Zoo.